# Серджу Буш
Серджу Буш (на румънски: Sergiu Buș) е румънски футболист, нападател на Съннам.

## Кариера
Буш започва кариерата си в ЧФР Клуж, където отбелязва три гола в 22 мача от Лига I. Докато е в ЧФР Клуж, прекарва известно време под наем в Униря (Алба Юлия), Търгу (Муреш), Газ Метан (Медиаш) и Корона (Брашов), преди да се присъедини към ЦСКА за постоянно през лятото на 2014 година.
На 7 юли 2014 г. Буш подписва договор за две години с ЦСКА. Той отбелязва първия си гол във Вечното дерби срещу Левски (София) на 27 юли, вкарвайки за 2:0.
В началото на 2015 г. Буш е продаден в Англия на Шефилд Уензди.
През юни 2017 г. Буш се завръща в България и подписва с Левски за сезон 2017/18 г. И има 11 гола и 3 срещу бивши си отбор.